# Scleropactes pilosus
Scleropactes pilosus är en kräftdjursart som beskrevs av Albert Vandel1968. Scleropactes pilosus ingår i släktet Scleropactes och familjen Scleropactidae. Inga underarter finns listade i Catalogue of Life.